# Daiva Žebelienė
Daiva Žebelienė (ur. 15 września 1968 w Szyłokarczmie) – litewska edukatorka i polityczka. Od 2024 roku członkini Sejmu Republiki Litewskiej, od 2025 roku jego wiceprzewodnicząca.

## Życiorys

### Młodość, edukacja i kariera zawodowa
Žebelienė urodziła się 15 września 1968 roku w Szyłokarczmie (ówcześnie w Litewskiej Socjalistycznej Republice Radzieckiej).
W 1986 roku ukończyła szkołę podstawową w Szyłokarczmie. W 1994 roku ukończyła studia pedagogiczne na Akademia Szawelskiej Uniwersytetu Wileńskiego specjalizując się w edukacji wczesnoszkolnej.
W latach 1989–2004 pracowała w przedszkolu „Ąžuoliukas” w Szyłokarczmie.

### Działalność polityczna
Działania polityczne rozpoczęła w 2009 roku. W wyborach samorządowych na Litwie w 2011 roku uzyskała mandat radnej rejonu szyłokarczemskiego. Została przewodniczącą komisji ds. gospodarki i finansów oraz przewodniczącą komisji rewizyjnej. W latach 2012–2013 była szefową administracji rejonu, gdzie zastapiła Virgilijusa Pozingisa.
W 2012 roku rozpoczęła pracę jako asystentka parlamentarna członka Sejmu Republiki Litewskiej Remigijusa Žemaitaitisa.
Uzyskiwała reelekcję w wyborach samorządowych w 2015 roku (w tym w powtórzonych wyborach w rejonie szyłokarczemskim) oraz wyborach samorządowych w 2019 roku. W 2021 roku została zatrudniona jako zastępczyni dyrektora administracyjnego rejonu szyłokarczemskiego. Od 2023 pełniła funkcję zastępczyni mera rejonu.
Wystartowała w wyborach parlamentarnych na Litwie w 2024 roku z ramienia partii Świt Niemna w jednomandatowym okręgu wyborczym o numerze 32 obejmującym Szyłokarczmę. Została wybrała w drugiej turze wyborów, pokonując byłego p.o. premiera Litwy Zigmantasa Balčytisa ze Związku Demokratów „W imię Litwy”, który uzyskał jednak mandat z listy krajowej.
W Sejmie zasiadła w komisji ds. administracji państwowej i samorządu (której przewodniczyła od 21 listopada 2024 do 8 kwietnia 2025). Dołączyła do klubu parlamentarnego Świtu Niemna. 9 kwietnia 2025 roku została wybrana na wiceprzewodnicząca Sejmu Litwy. Uzyskała 80 głosów poparcia przy 2 głosach sprzeciwu oraz 2 wstrzymujących się.

#### Członkostwo w partiach politycznych
Žebelienė była członkinią partii:
- Porządek i Sprawiedliwość – w latach 2009–2012
- Litewska Partia Socjaldemokratyczna – w roku 2014
- Świt Niemna – od 2023

### Życie prywatne
Jest mężatką. Ma trójkę synów.
Mówi w języku angielskim oraz języku rosyjskim.